# باتريك مالاهايد
باتريك مالاهايد (بالإنجليزية: Patrick Malahide)‏ هو ممثل بريطاني، ولد في 24 مارس 1945 بريدنغ في المملكة المتحدة.

## أعمال

### أفلام
- (1984) حقول القتل
- (1996) قبلة الوداع[4]
- (1999) العالم ليس كافيا[5][6]
- (2000) الريشات[7]
- (2000) بيلي إليوت[8]
- (2001) مندولين الكابتن كوريلي[9]
- (2005) صحاري
- (2018) محركات قاتلة[10]

### مسلسلات
- صراع العروش

## وصلات خارجية
- باتريك مالاهايد على موقع IMDb (الإنجليزية)
- باتريك مالاهايد على موقع ألو سيني (الفرنسية)
- باتريك مالاهايد على موقع ميوزك برينز (الإنجليزية)
- باتريك مالاهايد على موقع أول موفي (الإنجليزية)
- باتريك مالاهايد على موقع قاعدة بيانات الأفلام السويدية (السويدية)
- باتريك مالاهايد على موقع إن إن دي بي (الإنجليزية)
- باتريك مالاهايد على موقع قاعدة بيانات الفيلم (الإنجليزية)
- باتريك مالاهايد على موقع كينوبويسك (الروسية)